# Madhusudanpur
Madhusudanpur é uma vila no distrito de Hugli, no estado indiano de Bengala Ocidental.

## Demografia
Segundo o censo de 2001, Madhusudanpur tinha uma população de 6806 habitantes. Os indivíduos do sexo masculino constituem 52% da população e os do sexo feminino 48%. Madhusudanpur tem uma taxa de literacia de 76%, superior à média nacional de 59,5%: a literacia no sexo masculino é de 82% e no sexo feminino é de 69%. Em Madhusudanpur, 10% da população está abaixo dos 6 anos de idade.